# Ivanovo Polje
Ivanovo Polje falu Horvátországban Belovár-Bilogora megyében. Közigazgatásilag Dežanovachoz tartozik.

## Fekvése
Belovártól légvonalban 42, közúton 59 km-re délkeletre, Daruvártól légvonalban 6, közúton 7 km-re nyugatra, községközpontjától légvonalban 5, közúton 7 km-re északkeletre, Nyugat-Szlavóniában, a Krivaja-patak partján fekszik.

## Története
A település üveghutaként a 19. század elején jött létre. Az üveghuta tulajdonosai többször változtak. Az üvegfúvó mesterek főként Csehországból érkeztek, de helyi lakosokat is foglalkoztattak. A hétköznapi használati tárgyakon kívül luxus darabokat is gyártottak itt, melyeket főként a Balkánon értékesítettek. A nemzetközi siker ellenére, melyet a budapesti milleniumi kiállításon 1896-ban ért el az üzem 1910-ben beszüntette működését.
A települést a második katonai felmérés térképén „Ivanovopolje (Johannisfeld)” néven találjuk. Lipszky János 1808-ban Budán kiadott repertóriumában „Ivanovopolye” néven szerepel. Nagy Lajos 1829-ben kiadott művében „Ivanovopolye” néven 16 házzal, 118 lakossal találjuk.
A Magyar Királyságon belül Horvát–Szlavónország részeként, Pozsega vármegye Daruvári járásának része volt. 1857-ben 143, 1910-ben 440 lakosa volt. A 19. század végén és a 20. század elején az olcsó földterületek miatt és a jobb megélhetés reményében magyar és cseh lakosság telepedett le itt. 1910-ben a népszámlálás adatai szerint lakosságának 36%-a horvát, 26%-a magyar, 17%-a német, 11%-a olasz anyanyelvű volt. Az első világháború után 1918-ban az új szerb-horvát-szlovén állam, majd később (1929-ben) Jugoszlávia része lett. A település 1941 és 1945 között a németbarát Független Horvát Államhoz, háború után a település a szocialista Jugoszláviához tartozott. A település 1991-től a független Horvátország része. 1991-ben lakosságának 60%-a horvát, 21%-a szerb, 11%-a cseh nemzetiségű volt. 2011-ben a településnek 233 lakosa volt.

## Lakossága
| Lakosság változása | Lakosság változása | Lakosság változása | Lakosság változása | Lakosság változása | Lakosság változása | Lakosság változása | Lakosság változása | Lakosság változása | Lakosság változása | Lakosság változása | Lakosság változása | Lakosság változása | Lakosság változása | Lakosság változása | Lakosság változása |
| ------------------ | ------------------ | ------------------ | ------------------ | ------------------ | ------------------ | ------------------ | ------------------ | ------------------ | ------------------ | ------------------ | ------------------ | ------------------ | ------------------ | ------------------ | ------------------ |
| 1857               | 1869               | 1880               | 1890               | 1900               | 1910               | 1921               | 1931               | 1948               | 1953               | 1961               | 1971               | 1981               | 1991               | 2001               | 2011               |
| 143                | 152                | 250                | 259                | 343                | 440                | 288                | 330                | 474                | 480                | 312                | 256                | 259                | 258                | 298                | 233                |

## Nevezetességei
Turski grad (Törökvár) régészeti lelőhely.